# Rozgałęzienia typu sympodialnego

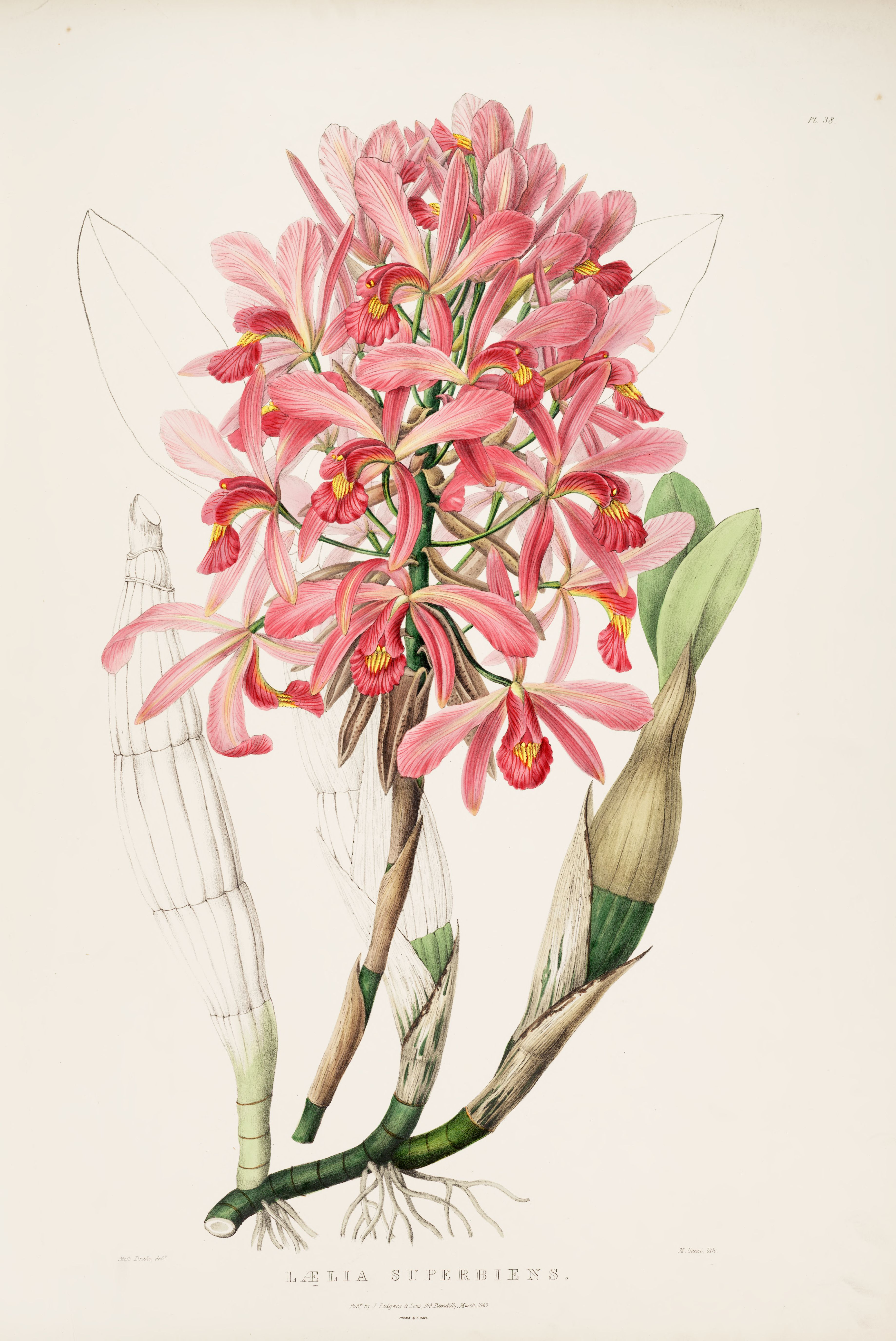
Laelia superbiens - sympodialny storczyk

Rozgałęzienia pędu typu sympodialnego, wieloosiowe – występują u roślin, u których odgałęzienia boczne rosną silnie i przejmują prowadzenie pędu od osi pierwotnej. Kolejno powstające odgałęzienia boczne stają się przedłużeniem osi głównej. Odgałęzienia sympodialne są typowe dla roślin kłączowych oraz u wielu drzew liściastych (np. brzóz i grabów).
Modyfikacją rozgałęzienia sympodialnego jest pseudodychotomiczne, które powstaje w wyniku ustania wzrostu pąka szczytowego i wzrostu dwóch odgałęzień bocznych z naprzeciwległych pąków pachwinowych. Rozgałęzienia tego typu występują np. u jemioły pospolitej i lilaka pospolitego.
Storczyki o sympodialnym typie wzrostu tworzą pełzające kłącze a łodyga często przekształca się w pseudobulwę.